# Războiul stelelor: Ultimii Jedi
Războiul stelelor - Episodul VIII (titlu original: (Star Wars Episode VIII) este un film american epic de aventură spațială din 2017 scris și regizat de Rian Johnson. Rolurile principale sunt interpretate de actorii  Daisy Ridley, John Boyega și Oscar Isaac. Este al doilea film (după Episodul VII: Trezirea Forței ) din a treia trilogie a seriei de filme Războiul stelelor. Filmul este produs de Walt Disney Pictures, Lucasfilm și Bad Robot Productions.
A fost programat inițial să fie lansat la 26 mai 2017 dar apoi premiera a fost amânată până la 15 decembrie 2017. Filmul a avut premiera la 9 decembrie 2017
la Los Angeles.
Unii consideră că este cel mai bun film Războiul stelelor după  Imperiul contraatacă. O continuare, denumită provizoriu Războiul stelelor - Episodul IX, este programată pentru lansare la 20 decembrie 2019.

## Prezentare
Rey își dezvoltă abilitățile nou descoperite sub îndrumarea lui Luke Skywalker, care este neliniștit de forța puterilor sale. Între timp, Rezistența se pregătește să lupte cu Primul Ordin.

## Rezumat
Luptătorii Rezistenței conduși de generalul Leia Organa își evacuează baza atunci când sosește o flotă a Primului Ordin. În urma unui contraatac eficient dar costisitor condus de Poe Dameron, luptătorii Rezistenței reușesc să distrugă un distrugător al Primului Ordin, înainte ca navele Rezistenței să sară în hiperspațiu pentru a scăpa, dar Primul Ordin le găsește cu ajutorul unui dispozitiv de urmărire. Kylo Ren, fiul generalului Leia, distruge luptătorii Rezistenței, dar ezită să deschidă focul asupra navei comandant a Rezistenței, după ce a sesizat acolo prezența mamei sale. Cu toate acestea, navele TIE distrug puntea navei, ucigând mai mulți lideri ai Rezistenței și o aruncă în spațiul cosmic pe Leia, care supraviețuiește doar folosind Forța. Comanda Rezistenței revine Viceamiralului Holdo. Dezaprobând strategia pasivă a Viceamiralului, Poe, Finn, BB-8 și tehnicianul  mecanic Rose Tico se angajează într-un plan secret de dezactivare a dispozitivului de urmărire de pe distrugătorul Primului Ordin.
Între timp, Rey a ajuns pe îndepărtata planetă Ahch-To împreună cu Chewbacca și R2-D2 ca să-l recruteze pe Luke Skywalker de partea Rezistenței. Deziluzionat de eșecurile cavalerilor Jedi și sub impulsul auto-exilării de Forță, Luke refuză, chiar și după ce a aflat de la Rey de moartea lui Han Solo. Fără ca Luke să știe, Rey și Kylo încep să comunice prin viziuni telepatice. Stimulat de R2-D2, Luke este de acord s-o învețe pe Rey căile Forței. Luke și Kylo îi dau lui Rey diferite vederi despre incidentul care l-a atras pe Kylo în partea întunecată; Luke mărturisește că s-a gândit momentan la uciderea lui Kylo după ce a văzut că  Supremul Conducător Snoke l-a corupt, ceea ce l-a făcut pe Kylo să distrugă Ordinul Jedi ca represalii. Convinsă că Kylo poate fi salvat, Rey părăsește planeta Ahch-To ca să-l înfrunte pe Kylo fără Luke. Luca se pregătește să ardă templul de pe Ahch-To Jedi și biblioteca, dar fantoma lui Yoda distruge templul și îl încurajează pe Luke să învețe din eșecul său.
Holdo dezvăluie planul său de a evacua discret membrii rămași ai Rezistenței folosind transportoare mici. Crezând că faptele ei sunt lașe și riscante, Poe instigă la revoltă. Finn, Rose și BB-8 se duc în cazinoul Canto Bight și obțin ajutorul lui DJ, un hacker, care le spune că îi poate ajuta să dezactiveze dispozitivul de urmărire. Ei se infiltrează în nava lui Snoke, dar sunt capturați de căpitanul Phasma, deși BB-8 scapă. Între timp, Rey aterizează pe navă, iar Kylo o aduce la Snoke. Acesta le dezvăluie că el a facilitat legătura mentală dintre ea și Kylo ca parte a unui plan de a-l distruge pe Luke. I se dă poruncă ca s-o ucidă pe Rey, dar Kylo îl ucide pe Snoke și luptă împreună cu Rey pentru a scăpa de gărzile de elită ale lui Snoke. Kylo o invită pe Rey să conducă galaxia împreună cu el, dar Rey îl refuză. Folosind Forța, ei se luptă pentru posesia unei săbii laser a lui Anakin Skywalker, dar aceasta se rupe în două.
Leia își revine și-l amețește pe Poe, permițând începerea evacuării. Holdo rămâne pe navă pentru a induce în eroare flota lui Snoke, pe măsură ce ceilalți fug către o bază veche a Alianței Rebele din apropiere de Crait. DJ dezvăluie Primului Ordin planul Rezistenței și navetele de evacuare au pierderi grele; Holdo se sacrifică prin intrarea cu nava comandant a Rezistenței în flota lui Snoke la viteza luminii, provocând numeroase victime asupra trupelor Primului Ordin. Rey scapă în haosul creat, în timp ce Kylo se declară noul Comandat Suprem. BB-8 îi eliberează pe Finn și pe Rose, care scapă după ce îl înving pe căpitanul Phasma și se alătură supraviețuitorilor evacuați pe Crait. Când apar trupele Primului Ordin, Poe, Finn și Rose conduc un atac cu speedere vechi. Rey atrage navele TIE departe cu nava Falcon, în timp ce Rose îl salvează pe Finn de la a se sinucide prin lovirea speederului său de tunul principal al inamicului, o stea a morții în miniatură  care face o gaură în ușa fortăreței Rezistenței.
Luca apare și înfruntă Primul Ordin, astfel încât luptătorii supraviețuitori ai Rezistenței să poată scăpa. Kylo ordonă forțelor Primului Ordin să tragă cu toate armele în Luke fără niciun efect, apoi se luptă cu Luke într-un duel cu săbiile laser. Kylo îl lovește pe Luke, dar își dă seama că luptă împotriva proiecției Forței lui Luke. Luke îi spune lui Kylo că el nu va fi ultimul Jedi, în timp ce Rey folosește Forța pentru a ajuta luptătorii  Rezistenței să treacă printre stânci către Falcon. Pe Ahch-To, un Luke epuizat dispare în Forță. Leia îi asigură pe toți că Rezistența are tot ce îi trebuie ca să se ridice din nou. Într-o scurtă privire aruncată asupra Falconului, se dezvăluie că Rey a luat cu ea cărțile din templul Jedi. Pe Canto Bight, unul dintre copiii care i-au ajutat pe Finn și Rose să scape, ia o mătură cu ajutorul Forței și privește către spațiu.

## Distribuție
- Daisy Ridley ca Rey[22]
- Benicio del Toro ca un interlop spărgător de coduri [23]
- John Boyega ca Finn[22]
- Adam Driver ca Kylo Ren[22]
- Oscar Isaac ca Poe Dameron[22]
- Mark Hamill ca Luke Skywalker[24]
- Carrie Fisher ca General Leia Organa[22]
- Domhnall Gleeson ca General Hux[22]
- Lupita Nyong'o ca Maz Kanata
- Gwendoline Christie - Cpt. Phasma[25][22]
- Laura Dern ca Viceamiralul Holdo
- Andy Serkis ca Supremul Conducător Snoke
- Anthony Daniels ca C-3PO
- Kenny Baker ca R2-D2
- Peter Mayhew ca  Chewbacca

## Producție
La 20 iunie 2014, Rian Johnson a confirmat că este în negocieri pentru a scrie și regiza Episodul VIII și pentru a scrie o schiță pentru Războiul stelelor - Episodul IX.
Filmările au început la  14 septembrie 2015 pe insula irlandeză Skellig Michael.